# 白接骨
白接骨（学名：[Asystasiella neesiana] 错误：{{Lang}}：文本有斜体标记（帮助））为爵床科白接骨属的植物。分布在印度、缅甸、台湾岛以及中国大陆的湖南、广西、四川、贵州、福建、广东、江西、安徽、江苏、重庆、湖北、云南、浙江等地，生长于海拔500米至2,400米的地区，多生长于林下及溪边，目前尚未由人工引种栽培。

## 别名
尼氏拟马偕花（台湾植物志）

## 种下等级
- Asystasiella chinensis (S. Moore) E. Hossain